# Солињано
Солињано је насеље у Италији у округу Парма, региону Емилија-Ромања.
Према процени из 2011. у насељу је живело 744 становника. Насеље се налази на надморској висини од 256 м.

## Становништво
Према резултатима пописа становништва 2011. у општини је живело 1.809 становника.
| 1951. | 1961. | 1971. | 1981. | 1991. | 2001. | 2011. |
| ----- | ----- | ----- | ----- | ----- | ----- | ----- |
| 2.914 | 2.202 | 1.785 | 1.770 | 1.830 | 1.921 | 1.809 |

## Партнерски градови
- Grambois